# Neville Brand

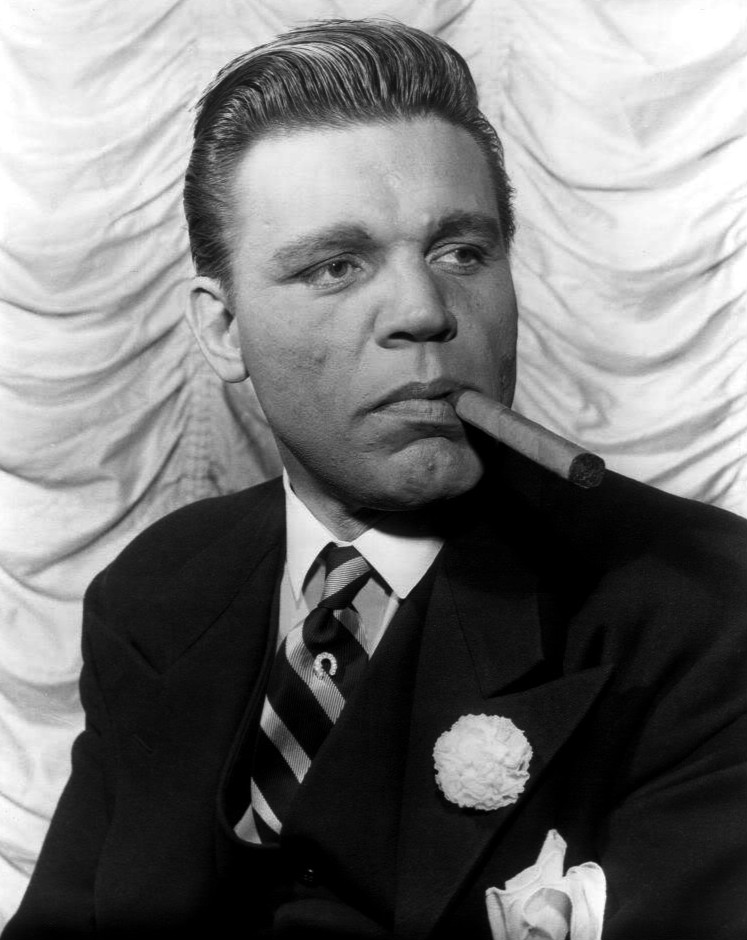
Neville Brand, 1959 als Al Capone

Neville Brand (* 13. August 1920 in Griswold, Iowa; † 16. April 1992 in Sacramento, Kalifornien) war ein US-amerikanischer Schauspieler sowie hochdekorierter Soldat.

## Leben
Brand wuchs als Sohn Belgisch-Holländischer und walisischer Eltern in Kewanee, Illinois auf. Nach der High School trat er 1939 der US-Armee bei. Während des Zweiten Weltkriegs wurde er als Infanterist unter anderem in Deutschland eingesetzt, wo er bei einem Kampfeinsatz im April 1945 schwer verletzt wurde. Zu seinen Kriegsauszeichnungen gehörten das Purple Heart sowie der Silver Star.
Nach dem Kriegsende begann er ein Schauspielstudium mit Hilfe des „American Theatre Wing“, trat am Theater auf und hatte 1949 sein Spielfilmdebüt in Rauschgiftbrigade. Schnell wurde er auf die Rolle des Bösewichts in Film noirs, Gangsterfilmen und Western festgelegt, so beispielsweise in seiner ersten größeren Rolle als manisch-gewalttätiger Gangster Chester im Noir-Klassiker Opfer der Unterwelt. 1953 folgte eine Rolle in dem Oscar-prämierten Kriegsfilm Stalag 17 von Billy Wilder. 1955 wurde Brand für seine Leistung in Terror in Block 11 für den British Film Academy Award als Bester ausländischer Darsteller nominiert. Zu seinen späteren Spielfilmen gehörten unter anderem Der Gefangene von Alcatraz, Tora! Tora! Tora! und Das Geheimnis der fliegenden Teufel.
Ab Mitte der 1950er Jahre begann Brand mit Gastauftritten in Fernsehserien, darunter Der Texaner, Tausend Meilen Staub und Bonanza. Er spielte den Texas Ranger Reese Bennet zunächst als Gastrolle in der Serie Die Leute von der Shiloh Ranch, ab 1965 dann in 56 Folgen des Serienablegers Laredo. 1962 spielte er zudem Theater am Broadway. Zuletzt stand er 1985 für den B-Movie-Horrorfilm Evils of the Night vor der Kamera.
Mit seiner Ehefrau Rae hatte Brand drei Töchter. Er erlag 1992 mit 71 Jahren in einem Krankenhaus in Sacramento einem Lungenemphysem.

## Filmografie (Auswahl)
- 1949: Rauschgiftbrigade (Port of New York)
- 1949: Kesselschlacht (Battleground)
- 1949: Angst vor der Schande (My Foolish Heart)
- 1949: Opfer der Unterwelt (D.O.A.)
- 1950: Den Morgen wirst du nicht erleben (Kiss Tomorrow Goodbye)
- 1950: Faustrecht der Großstadt (Where the Sidewalk Ends)
- 1951: Benjy (Dokumentar-Kurzfilm)
- 1951: Bis zum letzten Atemzug (Only The Valiant)
- 1951: Die Flamme von Arabien (Flame of Araby)
- 1951: Okinawa (Halls of Montezuma)
- 1951: Die Spur führt zum Hafen (The Mob)
- 1952: Der vierte Mann (Kansas City Confidential)
- 1952: Die Hölle der roten Berge (Red Mountain)
- 1953: Stalag 17
- 1953: Mit der Waffe in der Hand (Gun Fury)
- 1953: Der brennende Pfeil (The Charge at Feather River)
- 1953: Der Mann vom Alamo (The Man from Alamo)
- 1954: Terror in Block 11 (Riot in Cell Block 11)
- 1954: Prinz Eisenherz (Prince Valiant)
- 1956: Pulverdampf und heiße Lieder (Love Me Tender)
- 1957: Stern des Gesetzes (The Tin Star)
- 1958: Der Texaner (The Texan, Fernsehserie, Folge Law of the Gun)
- 1959: Al Capone kehrt zurück (The Scarface Mob)
- 1960: Die Unbestechlichen (The Untouchables; Fernsehserie, 4 Folgen)
- 1960/1963: Tausend Meilen Staub (Rawhide; Fernsehserie, 2 Folgen)
- 1960–1971: Bonanza (Fernsehserie, 3 Folgen)
- 1961: El Perdido (The Last Sunset)
- 1962: Der Gefangene von Alcatraz (Birdman of Alcatraz)
- 1964: Twilight Zone (Fernsehserie, Folge The Enconter)
- 1965: Rauchende Colts (Gunsmoke; Fernsehserie, Folge Kioga)
- 1965: Alles für die Katz (That Darn Cat!)
- 1965/1970: Die Leute von der Shiloh Ranch (The Virginian; Fernsehserie, 2 Folgen)
- 1965–1967: Laredo (Fernsehserie, 56 Folgen)
- 1969: Die Todesreiter (The Desperados)
- 1970: Tora! Tora! Tora!
- 1972–1975: Ein Sheriff in New York (McCloud; Fernsehserie, 3 Folgen)
- 1971/1972: Alias Smith und Jones (Alias Smith and Jones; Fernsehserie, 2 Folgen)
- 1973: Geier kennen kein Erbarmen (Cahill U.S. Marshal)
- 1975: Einsatz in Manhattan (Kojak; Fernsehserie, Folge Sweeter Than Heaven)
- 1977: Blutrausch (Eaten Alive)
- 1977: Captains Courageous (Fernsehfilm)
- 1978: Der Mann aus Atlantis (Man from Atlantis, Fernsehserie, Folge Stringer)
- 1979: Quincy (Quincy, M. E.; Fernsehserie, Folge Dark Angel)
- 1980: Das Geheimnis der fliegenden Teufel (Without Warning)
- 1980: Fantasy Island (Fernsehserie, Folge Nona/One Million B.C.)
- 1980: Die Rückkehr der Ausserirdischen (The Return)
- 1985: Evils of the Night

## Auszeichnungen
- 1955: Nominierung für den British Film Academy Award für Terror in Block 11 (Bester ausländischer Darsteller)